# Gobiernos de la Unión Liberal
Los gobiernos de la Unión Liberal constituyen el tercer período del reinado de Isabel II de España comprendido entre el bienio progresista (1854-1856) y la crisis final de la Monarquía isabelina (1863-1868). Como su nombre indica, está caracterizado por el gobierno de la Unión Liberal del general Leopoldo O'Donnell, menos un breve interregno de gobiernos del Partido Moderado entre 1856 y 1858. El "gobierno largo" de O'Donnell de 1858 a 1863 constituyó la etapa de mayor estabilidad política del reinado de Isabel II.

## El origen del partido Unión Liberal

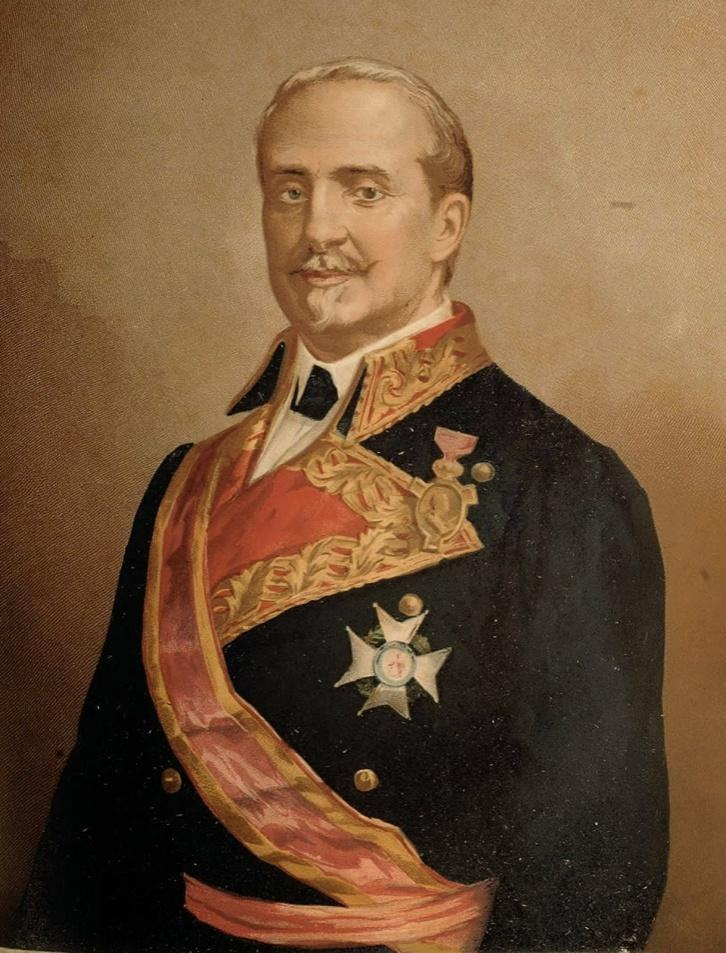
El general Leopoldo O'Donnell.

El origen del partido se remonta a la Revolución de 1854 en España en la que los moderados "puritanos" encabezados por el general O'Donnell se unieron a los progresistas para poner fin al gobierno del Conde de San Luis que falto de base parlamentaria gobernaba por decreto con el apoyo exclusivo de la reina Isabel II. Tras el triunfo de la revolución que abrió el bienio progresista (1854-1856) el nuevo gobierno presidido por el general progresista Baldomero Espartero y con O'Donnell ocupando la cartera clave de Guerra, convocó, tal como se había comprometido, elecciones a Cortes Constituyentes cuya misión iba a ser elaborar una nueva Constitución en sustitución de la entonces vigente Constitución de 1845. En las elecciones que se celebraron en octubre el gobierno apoyó las candidaturas llamadas de "unión liberal" que consiguieron la victoria —obtuvieron unos 240 escaños— y que estaban integradas por los moderados "puritanos", entre los que ya destacaba un joven Antonio Cánovas del Castillo, y por los progresistas "templados" encabezados por Manuel Cortina. Una parte del Partido Progresista, los progresistas "puros" encabezados por Salustiano de Olózaga, Pedro Calvo Asensio y un joven Práxedes Mateo Sagasta, no se integraron en la "unión liberal" y presentaron candidaturas propias.
El siguiente paso en el acercamiento entre moderados "puritanos" y progresistas "templados", que empezaron a ser conocidos como "resellados", fue la fundación en marzo de 1856 del Centro Parlamentario, que sería el núcleo del que surgiría dos años después la Unión Liberal. En él se integraron los "puritanos" como Ríos Rosas, Joaquín Francisco Pacheco, Antonio Cánovas del Castillo y Nicomedes Pastor Díaz y los progresistas "resellados" Augusto Ulloa, Evaristo San Miguel, Manuel Cortina, Fernando Corradi, Vicente Sancho y el general Juan Prim. Según Jorge Vilches, pretendían formar "un partido con base en la clase media y dispuesto a una política liberal y progresista dentro de la monarquía constitucional, que sirviera de alternativa a otro conservador".

## La contrarrevolución de 1856 y el primer gobierno de O'Donnell
La conflictividad social que se vivió en los primeros meses de 1856 —motines de subsistencias en Castilla, huelgas en Cataluña, motines de quintas en Valencia— fue aprovechada por el general O'Donnell, alentado por el general Serrano, para hacer un discurso catastrofista en las Cortes que estaba destinado a acabar con el gobierno progresista del general Baldomero Espartero en el que él era ministro de la Guerra, y que estaba en el poder desde el inicio del bienio progresista (1854-1856). Aseguró que los movimientos reivindicativos estaban inspirados por «el principio del socialismo» y motivados por unas ideas «desconocidas hasta ahora en España, [que] se filtran hoy en nuestras masas» y que se resumían en el lema «¡Guerra al que tiene!». Así afirmó que el gobierno debía acabar con unos "crímenes" que son «los mayores que se pueden cometer, porque aquí no se levantan banderas políticas; se trata sólo del ataque contra la familia, contra la propiedad, contra lo más sagrado que en la sociedad existe».
Como en los desórdenes habían participado miembros de la Milicia Nacional, O'Donnell planteó en el seno del gobierno su desarme y que la represión corriera a cargo del Ejército. A principios de julio de 1856 el ministro de la Gobernación Patricio de Escosura viajó a Valladolid para juzgar sobre el terreno la situación de crisis social que allí se vivía y la actuación de las autoridades para reprimir el descontento. Cuando volvió a Madrid el 9 de julio informó al general Espartero de que los militares estaban recurriendo a medidas extremas en la represión sometiendo a civiles a consejos de guerra y ejecutándolos de forma sumarísima inmediatamente, por lo que le propuso al presidente Espartero que destituyera a O'Donnell que como ministro de la Guerra era el responsable último —si no el instigador— de las mismas. Escosura también le advirtió a Espartero, sin que este le hiciera caso, de que O'Donnell y Serrano conspiraban contra él y de que estaba convencido de que detrás de los motines de subsistencias de Castilla estaban los moderados.
Entonces O'Donnell forzó la situación en el seno del gobierno enfrentándose con el ministro de la Gobernación Patricio de la Escosura. Entonces el conflicto se planteó a la reina quien respaldó a O'Donnell y aceptó la dimisión de Escosura, así como la de Espartero que presentó la suya a continuación al sentirse desautorizado por Isabel II, alegando problemas de salud. A continuación la reina nombró nuevo presidente del gobierno al general O'Donnell, que así logró su objetivo de acabar con el bienio progresista. Su nombramiento publicado el 14 de julio de 1856 fue acompañado de la declaración del estado de guerra en toda España, en previsión de las revueltas de los progresistas y de los demócratas y de la reacción del propio Baldomero Espartero. Además el "golpe contrarrevolucionario", como lo llama Josep Fontana, se había producido cuando las Cortes habían iniciado las vacaciones de verano desde el 1 de julio, habiendo dejado pendiente de la sanción real la nueva Constitución española de 1856 que ya estaba terminada.
La primera reacción se produjo el mismo día 14 de julio por la tarde cuando un grupo 83 diputados [o de 91 según otras fuentes] —de 350— se reunieron en el hemiciclo del Congreso de Diputados para votar de forma casi unánime la censura al nuevo gobierno, propuesta por el diputado progresista y exministro de Hacienda Pacual Madoz, porque significaba la introducción de «una política diametralmente opuesta» a lo que las Cortes habían manifestado hasta entonces. Al no conseguir ser recibidos por la reina se encerraron en el Congreso donde pasaron la noche del 14 al 15 de julio. Entonces O'Donnell ordenó bombardear el edificio y un casco de granada entró en el salón de sesiones. Los milicianos que defendían los accesos al Palacio de las Cortes fueron abandonando sus posiciones y a las 11,30 de la mañana los 43 diputados que habían resistido hasta el último momento (37 progresistas y 6 demócratas) abandonaron el edificio y se marcharon a sus casas.
En aquel momento todos estaban pendientes de la actitud que tomara el general Espartero, de lo que dependía el éxito o el fracaso de la contrarrevolución orquestada por O'Donnell. Así lo vio también la Milicia Nacional de Madrid que estaba dispuesta a resistir y a que fuera Espartero quien les dirigiera. Pero el general se negó a asumir la dirección del movimiento de oposición —justificándolo porque eso pondría en peligro a la propia monarquía de Isabel II— y tras dar el grito «¡Viva la independencia nacional!» se retiró de la escena política —se "fugó" dijeron algunos de sus desencantados partidarios—. Esto facilitó la victoria del ejército que tomó las calles de Madrid y recurrió incluso a la artillería para aplastar a la milicia. "En la mañana de 16 de julio, la resistencia se había desvanecido y el gobierno decretaba la disolución del Ayuntamiento y de la Diputación provincial madrileña y ordenaba a los milicianos nacionales la entrega de sus armas". Espartero, que había permanecido escondido en Madrid, se despidió de la reina el 3 de agosto y se marchó a su residencia de Logroño.
La resistencia más encarnizada la ofrecieron las clases populares de Barcelona al grito de "¡Viva Espartero!", desconociendo que este no iba intervenir. El 18 de julio una manifestación fue ametrallada por orden del capitán general Zapatero. Al día siguiente se levantaron barricadas y el domingo 20 de julio se combatió calle por calle y la ciudad fue bombardeada desde el castillo de Montjuïc. El 21 los soldados asaltaron las barricadas a la bayoneta apoyados por la artillería, con lo que el 22 se puso fin a la rebelión. "El resultado final fueron 63 muertos del ejército y más de cuatrocientos de la población civil, sin contar las víctimas posteriores de unas represalias salvajes". El cónsul francés en Barcelona dijo que los insurrectos en las barricadas habían dado gritos de «¡Muera la reina p..., los generales O'Donnell y Zapatero! ¡Guerra total y de exterminio a los ricos, los fabricantes y los propietarios!» mezclados con «Viva el general Espartero» y «Viva la república democrática y social». La magnitud de la represión desatada en Barcelona por el capitán general Zapatero motivó que el periódico El Centro Parlamentario pidiera «en nombre de lo más sagrado, en nombre de la religión y de la honra nacional» que se pusiera fin a aquel baño de sangre, que confirmaba la idea de muchas personas de «que en ningún país civilizado se fusila tanto como en España». El 31 de julio se rendía Zaragoza el último foco de resistencia al "golpe contrarrevolucionario".
Una vez reprimidos todos los movimientos de resistencia y retirado Espartero de la escena, el gobierno de O'Donnell decretó la supresión de la Milicia Nacional, destituyó ayuntamientos y diputaciones y reprimió la prensa.
El 2 de septiembre de 1856 declaraba cerradas definitivamente por Real Decreto las Cortes Constituyentes, cuando aún no se había proclamado la Constitución. Finalmente, por otro Real Decreto, se restablecía la Constitución de 1845 modificada con un Acta Adicional que liberalizaba su contenido. Fue el final del bienio progresista.
Sin embargo, algunos de los que apoyaron el "golpe contrarrevolucionario" de O'Donnell consideraron estas medidas insuficientes, como la propia reina Isabell II que en un consejo de ministros celebrado el 12 de septiembre exigió la suspensión de la desamortización de Madoz. Como O'Donnell se negó, así como a retirar el Acta Adicional, perdió la confianza de la Corona y se vio forzado a dimitir el 10 de octubre, sólo tres meses después de haber formado su gobierno. Dos días después la reina nombraba al general Ramón María Narváez presidente del gobierno." Así pues, la breve etapa de O'Donnell al frente del ejecutivo (julio-octubre de 1856) sirvió finalmente de transición entre el régimen progresista depuesto en julio y el regreso de los moderados al poder, con el duro general Narváez a la cabeza", afirma el historiador Juan Francisco Fuentes.
Según Josep Fontana la forma en que la reina hizo saber a los interesados su decisión de cambiar el gobierno —escogiendo al general moderado Ramón María Narváez como pareja en un baile de palacio y no a O'Donnell, en lo que se llamó la "crisis del rigodón"— muestra el "extremo de degradación [a que] había llegado la política española, y hasta [que] punto era ficticia su condición de monarquía constitucional".

## El "bienio moderado" (1856-1858)

### El gobierno de Narváez

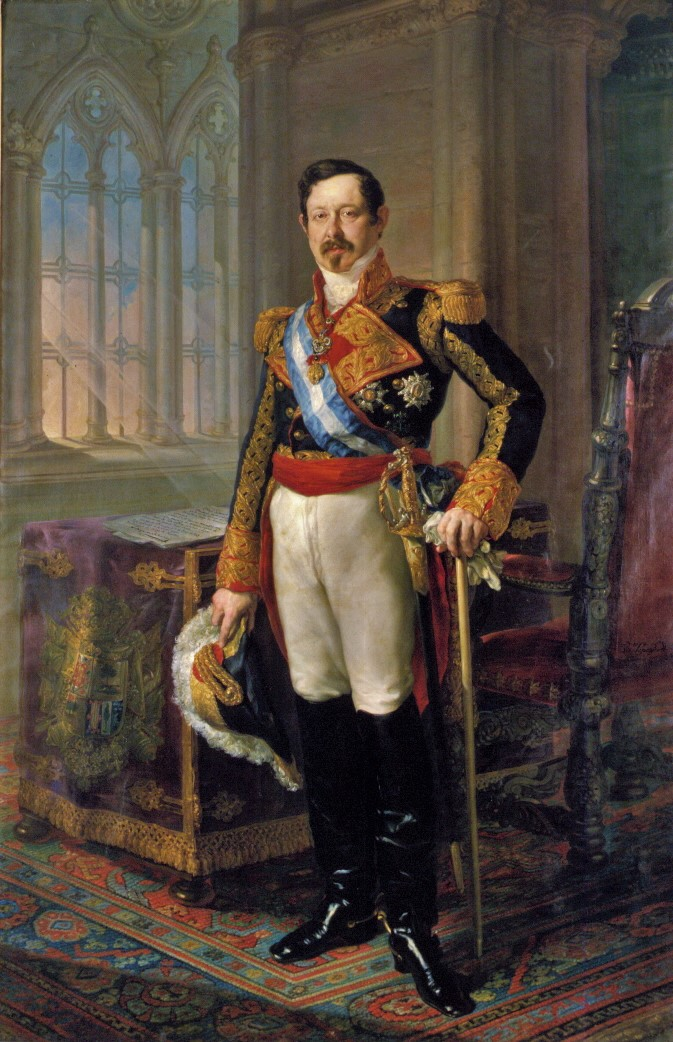
Ramón María Narváez y Campos, por Vicente López. Museo de Bellas Artes de Valencia.

El general Ramón María Narváez formó un gobierno "cerrilmente reaccionario" —en palabras de Josep Fontana— del que formaban parte políticos del Partido Moderado, algunos de ellos comprometidos con la Revolución de 1854 pero que habían renegado de ella, como Pidal y Cándido Nocedal. Precisamente esa era la pretensión del gobierno, volver a la situación anterior al Bienio Progresista, lo que pronto se demostró que era imposible. Del gabinete también formaban parte moderados ultraconservadores, incluido un antiguo carlista, el general Urbistondo. Se dijo entonces que los miembros más reaccionarios de su gobierno le habían sido impuestos a Narváez por la propia reina, alentada por la camarilla clerical encabezada por el padre Claret.
Una de las primeras decisiones del nuevo gobierno fue anular el Acta Adicional de O'Donnell y restablecer así plenamente la Constitución de 1845 que había estado vigente durante la década moderada (1844-1854), así como la suspensión de la desamortización —tal como había exigido la reina y que había constituido el principal motivo de la caída de O'Donnell— y el restablecimiento de la restrictiva legislación de prensa y municipal moderada. También se restableció en su integridad el Concordato de 1851 con la Iglesia Católica.
Después de varios meses de gobernar por decreto, Narváez consideró que había llegado el momento de restablecer la normalidad constitucional —"las apariencias de constitucionalismo", según Fontana— y convocó elecciones para el 25 de marzo de 1857 , recuperando las normas electorales de 1846 —los votantes fueron reducidos de nuevo a unos 100.000 y los distritos volvieron a ser uninominales—. La manipulación del gobierno de las mismas fue tan escandalosa que los moderados obtuvieron una mayoría aplastante y dejaron prácticamente fuera del parlamento a los progresistas, que no dejaron de denunciar el fraude electoral —como el que habían votado ciudadanos imaginarios o que en algunos casos los gobernadores civiles habían recurrido a la violencia para lograr el triunfo del candidato gubernamental: «a mí se me ha hecho salir de mi distrito por orden del gobernador civil, con amenaza de que si no salía se me conduciría al calabozo», afirmó un votante progresista—.
La elección como presidente del Congreso de los Diputados de Martínez de la Rosa, de setenta años de edad, y del marqués de Viluma como presidente del Senado, partidarios ambos de la carta otorgada del Estatuto Real de 1834, fue la primera prueba de la política ultraconservadora que iba seguir el gobierno. La prueba definitiva llegó cuando el 17 de julio de 1857 las Cortes aprobaron una ley que reformaba la Constitución en un sentido reaccionario, pues declaraba senadores hereditarios a la nobleza grande de España, y restablecía el mayorazgo, abolido veinte años antes durante la Revolución Liberal. Todo indicaba que se quería volver al Antiguo Régimen. La vuelta atrás se completó con una ley de prensa patrocinada por Nocedal que fue calificada de «encarcelación de la imprenta» —y que también incluía la censura de las obras literarias al establecer el cargo de «censor especial de novelas»—.
En ese mismo mes de julio de 1857 las Cortes aprobaron una Ley de Bases que permitió meses después la promulgación de la Ley de Instrucción Pública promovida por el ministro de Fomento Claudio Moyano —y por ello conocida como la Ley Moyano— que se iba convertir en la ley que iba fijar el marco legal del sistema educativo español durante más de un siglo. En la ley se permitían los colegios religiosos, que iban a experimentar un gran desarrollo, y en aplicación del Concordato de 1851 se concedió a la Iglesia católica el derecho de inspeccionar que las enseñanzas que se impartieran tanto en las escuelas públicas y privadas fueran conformes con la doctrina católica.
Por otro lado durante el gobierno Narváez y los dos gobiernos moderados que lo siguieron se acabaron dos grandes obras públicas como el Canal del Ebro y el Canal de Isabel II y se dio un gran impulso a la red telegráfica. Asimismo se realizó el primer censo de población de la historia de España, el censo de población de 1857.
En el año 1857 se produjo una grave crisis de subsistencias, provocada por la escasez y la carestía del trigo, lo que provocó un notable aumento de la conflictividad social, especialmente en Andalucía. El gobierno la combatió realizando importaciones masivas de cereal y sobre todo recurriendo a la represión, permitiendo a los capitanes generales que organizasen "partidas rurales" irregulares para mantener el orden en el campo y que la policía realizara detenciones arbitrarias en las ciudades, como ocurrió en Madrid. Una política que fue denunciada incluso por la burguesía catalana cuando afirmó que «el principio de autoridad no es el temor al sable, sino el respeto a la ley». La represión corrió a cargo de las autoridades militares que actuaron sin contemplaciones: fueron fusilados un centenar de sospechosos.

### La caída de Narváez y los gobiernos de Armero y de Istúriz
Lo que hizo caer al gobierno de Narváez en octubre de 1857, sólo un año después de su formación, no fue la conflictividad social sino una intriga de palacio. En aquel momento el amante de la reina era Enrique Puigmoltó, un joven oficial de ingenieros valenciano, cuyas relaciones con Narváez al parecer no eran muy buenas ya que Puigmoltó había dicho que los días del viejo espadón estaban contados y Narváez se había negado a la petición de la reina de que ascendiera a su amante. También corrió el rumor de que Narváez se había enfrentado a espada con el rey consorte Francisco de Asís de Borbón en la antecámara de la reina cuando este pretendió entrar en sus habitaciones. El detonante final parece ser que fue la pretensión de la reina de formar un gobierno sin presidente con lo que los ministros despacharían directamente con ella, que sería la virtual presidenta. Cuando consultó este proyecto con algunos políticos estos se los desaconsejaron, por lo que reina destituyó a Narváez y buscó para sustituirlo al general Francisco Armero, un personaje sin relevancia ni apoyos políticos.
El gobierno del general Armero apenas duró tres meses pues nada más abrir las Cortes fue derrotado por los votos de los diputados moderados encabezados por Bravo Murillo que gozaban de mayoría en la Cámara. "A este fugaz gobierno le cupo por lo menos celebrar, el 28 de noviembre de 1857, el nacimiento del niño que iba convertirse en Alfonso XII, fruto más que probable de la relación de Isabel con [su joven amante, el oficial de ingenieros valenciano Enrique] Puigmoltó: el sexto de los doce hijos de la reina y el único de los varones que sobrevivió. Para que [el rey consorte] Francisco de Asís aceptase presentar al recién nacido a la corte, sobre una bandeja de oro, hubo que recurrir a que sor Patrocinio, que lo dominaba por completo, le convenciera".
Al general Armero le sucedió el veterano político Javier Istúriz, de sesenta y siete años de edad, que pactó con Bravo Murillo el apoyo de los moderados en las Cortes. Pero solo duró seis meses a causa de la oposición de Istúriz a la pretensión de su ministro de la Gobernación Posada Herrera de disolver las Cortes y convocar nuevas elecciones, sobre un censo lleno de errores intencionados. Así el gobierno dimitió el 30 de junio de 1858 y la reina llamó de nuevo al poder a O'Donnell. Se ponía fin así al interregno moderado.

## El "gobierno largo" de O'Donnell (1858-1863)

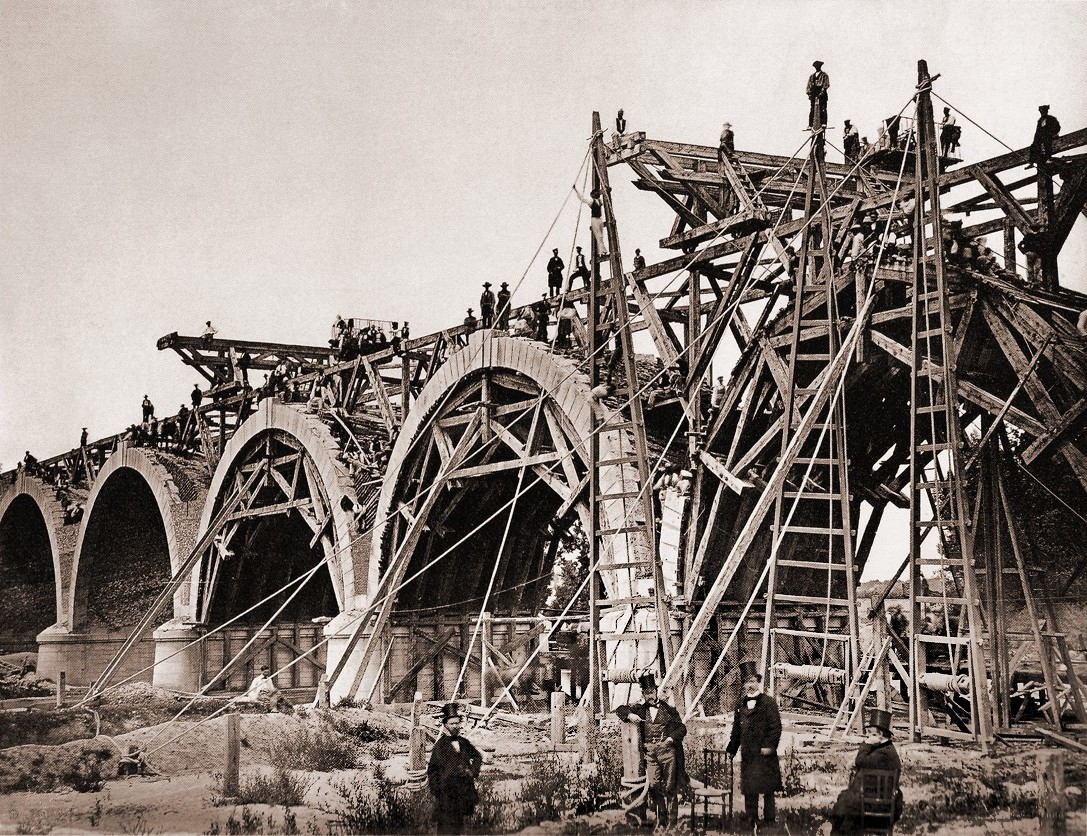
Construcción del Puente (ferroviario) de los Franceses en Madrid, Charles Clifford, 1859. Durante el "gobierno largo" de O'Donell se dio un gran impulso a la construcción de la red ferroviaria española.

El gobierno que formó O'Donnell estuvo integrado por los miembros del partido que fundó él mismo llamado Unión Liberal y cuyo ideólogo principal fue José Posada Herrera que ocupó la cartera clave de Gobernación. Este gobierno tuvo tanto éxito que duró cuatro años y medio (del 30 de junio de 1858 al 17 de enero de 1863), lo que le convierte en el "más duradero de la historia contemporánea española, sólo superado por el absolutista de Fernando VII de 1825 a 1832 y por los dictatoriales del general Franco".
El gobierno inmediatamente procedió a deshacer la obra reaccionaria del "bienio moderado" anterior. Depuró las listas electorales de los errores intencionados que se habían introducido para perjudicar a los progresistas y nombró senadores a algunos de ellos, como los generales San Miguel y Juan Prim, que se acabarían integrando en la Unión Liberal; restableció en su integridad la Constitución de 1845; y reanudó la venta de los "bienes nacionales" desamortizados. Sin embargo, dejó fuera de la desamortización a los bienes eclesiásticos para evitar las protestas de los obispos españoles y la ruptura con la Santa Sede y mantuvo la restrictiva ley de prensa de Nocedal, "pero dándole una interpretación más laxa" que permitió la existencia de periódicos demócratas como La Discusión y El Pueblo o carlistas, como La Regeneración, La Esperanza y El Pensamiento Español. Tampoco restableció el Acta Adicional de la Constitución de 1845 introducida en 1856 por el primer gobierno de O'Donnell.
El 31 de octubre de 1858 se celebraron las elecciones a Cortes cuyo resultado dio la mayoría absoluta a la Unión Liberal gracias a los buenos oficios de Posada Herrera en hacer llegar el "influjo legal" del gobierno a los votantes —el progresista "puro" Olózaga lo llamó irónicamente el Gran Elector—, aunque permitió que los progresistas "puros" que no se habían integrado en la Unión Liberal, encabezados por Salustiano de Olózaga, Pascual Madoz y el joven Práxedes Mateo Sagasta, consiguieran un resultado digno e incluso que hubiese dos diputados demócratas y uno carlista, el valenciano Antonio Aparisi Guijarro. Los moderados vieron reducida considerablemente su presencia y se quedaron sin líder parlamentario porque Bravo Murillo decidió retirarse de la vida política. Con esta mayoría en las Cortes se creó, según Juan Francisco Fuentes, un "círculo virtuoso" de estabilidad política y se mantuvo relativamente alejada a la Corona de las intrigas políticas.
Una de las tareas principales del "gobierno largo" fue la modernización y profesionalización del aparato del Estado con la creación del cuerpo de ingenieros de montes, la regulación de la carrera fiscal y de los cuerpos docentes establecidos en la Ley Moyano o la promulgación de la Ley Hipotecaria de 1861 y la del Notariado de 1862. En 1860 había unos 30.000 funcionarios en la administración civil del Estado y unos 50.000 militares profesionales entre el Ejército y la Marina.

### La política exterior y las aventuras coloniales
En el discurso de la corona en la apertura de la legislatura de las Cortes el 1 de diciembre ya se hizo mención a las tres aventuras imperiales en que iba a embarcarse el nuevo gobierno: la amenaza a México de que sería atacado si no satisfacía el pago de la deuda; la advertencia al sultán de Marruecos de que respetara «al pabellón español»; y la comunicación de que España iba a participar en el cuerpo expedicionario que Francia iba a enviar a Cochinchina —la región meridional del actual Vietnam— para acabar con «los atentados de que fueron víctimas nuestros misioneros». A estas tres empresas exteriores se sumaron dos más: la reincorporación de Santo Domingo a la Corona Española en 1861 —que sólo duraría hasta 1865—, y la intervención militar en Perú, conocida como la Guerra del Pacífico, iniciada en 1862 y que terminó en 1864, un año después del final del "gobierno largo" de O'Donnell.
Esta "hiperactividad exterior" se debió más a motivos de prestigio que de defensa de unos intereses nacionales que se viesen amenazados. Según Juan Francisco Fuentes, la Guerra de Crimea y la Guerra de Secesión norteamericana le abrieron a España la "oportunidad para salir de su aislamiento internacional de las últimas décadas participando, como socio de segundo orden, en la resolución de algunos remotos conflictos en los que se sintieron concernidos los intereses occidentales".

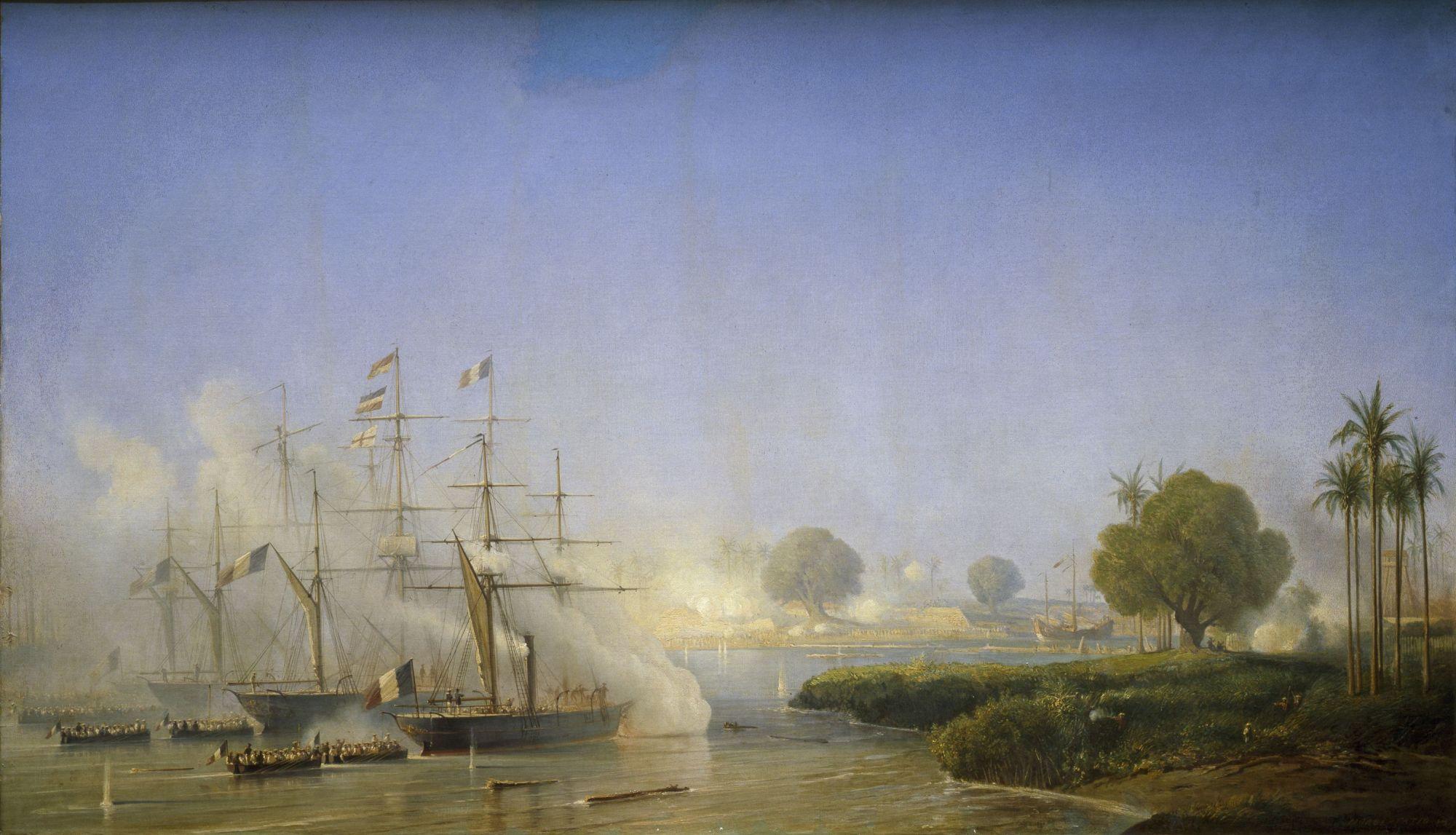
Cuadro de Antoine Morel-Fatio sobre la captura de Saigón por las fuerzas expedicionarias francesas y españolas el 18 de febrero de 1859

- La llamada guerra de Cochinchina (1858-1862) consistió en el envío de un contingente de unos 1.600 soldados, en su mayoría filipinos, que partió de Manila al mando del coronel Palanca para que apoyaran la invasión de Cochinchina por el ejército francés. Que España se comprometiera en una expedición militar que obedecía a los intereses franceses de penetrar en Indochina y en la que no estaba en juego ningún interés vital español, se debió a que "Francia marcaba la pauta en la vida económica y cultural española, y también, en gran medida, en la política exterior. Aunque la expedición española a Cochinchina (1858-1862) pudiera justificarse por la proximidad de Filipinas y por los intereses coloniales españoles en Extremo Oriente, el principal motivo de aquel episodio fue el interés de Napoleón III en poner las bases de una penetración colonial francesa en el sudeste asiático".[26] El pretexto para la invasión fue el asesinato de varios sacerdotes católicos —entre ellos un obispo español— y el hecho bélico principal fue la toma de Saigón por las tropas francesas y españolas. Cuatro años después, el 5 de junio de 1862, se puso fin a la guerra con la firma de un tratado de paz de Francia con el rey de Annam en el que no hubo participación española.[27] El resultado fue que Francia comenzó su penetración colonial en Indochina con la concesión de tres provincias, mientras que España sólo recibió una indemnización económica y algunos derechos comerciales, pero ningún territorio, ni siquiera un puerto desde donde enviar culís chinos a Cuba en régimen de semiesclavitud, lo que constituía una de las aspiraciones españolas.[24]

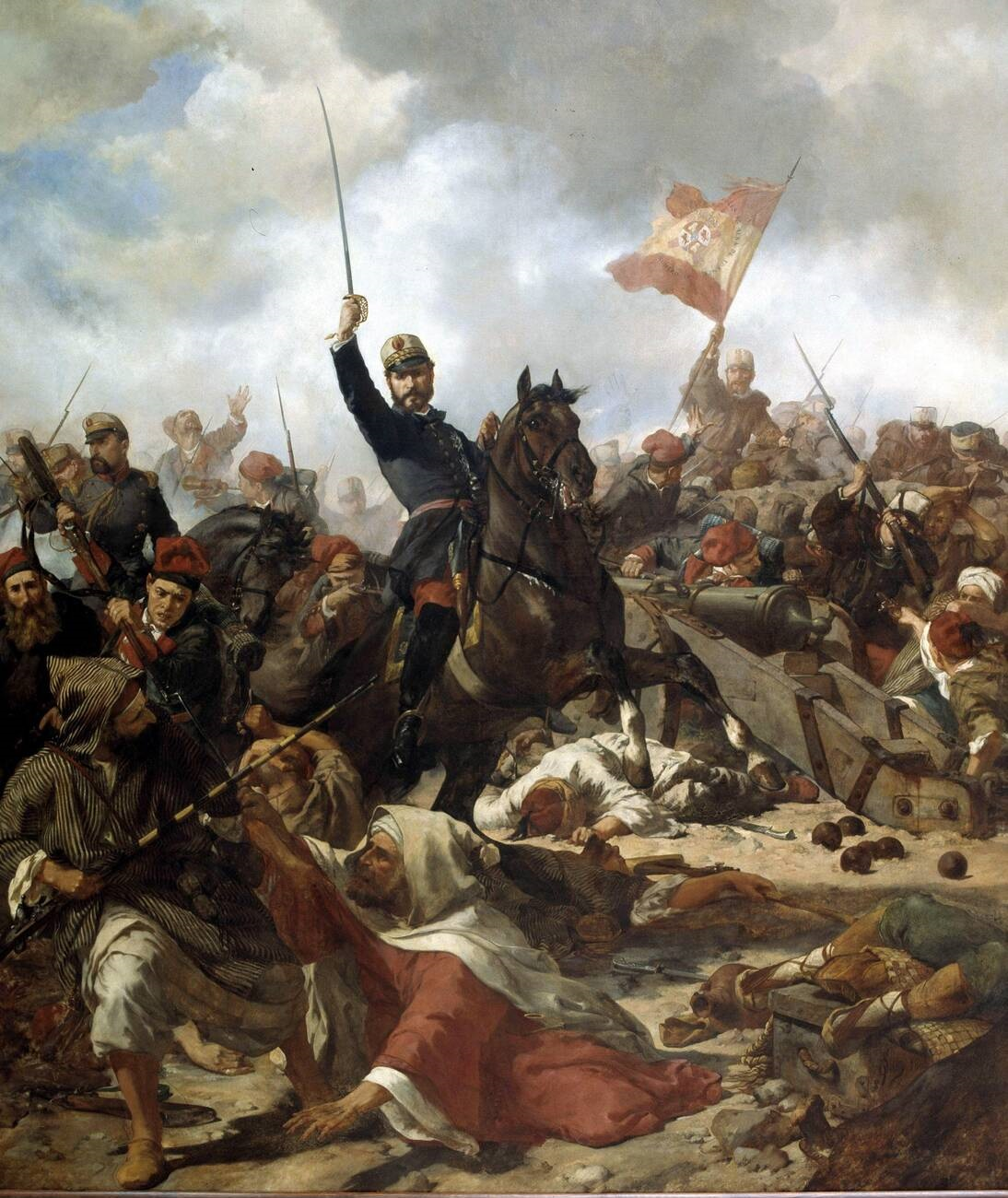
El general Prim en la guerra de África, obra de Francisco Sans Cabot.

- La guerra de África (1859-1860) consistió en la invasión del sultanato de Marruecos con el pretexto del «ultraje inferido al pabellón español por las hordas salvajes» cercanas a Ceuta. Los auténticos motivos de la expedición colonial, aunque se dijo que se trataba de «rehacerse en sus fértiles comarcas de nuestras perdidas coloniales» fueron de orden interno. Por un lado, como señaló un observador de la época, acabar con las "intrigas cortesanas" que ponían en peligro al gobierno —«entonces O'Donnell inventó la guerra de África, guerra injusta porque los infelices moros daban todas cuantas satisfacciones pedíamos, incluso ahorcar a los pobres diablos que había sido la causa del conflicto; pero era preciso distraer a la corte ultramontana con la guerra contra los infieles, que por su atraso y pobreza se los vencía con facilidad, y de este modo la gloria militar haría fuerte al gobierno y mataba las intrigas cortesanas»— y acabar con la amenaza de los pronunciamientos de ciertos jefes militares «buscando derivativos a las ambiciones militares» en forma de ascensos, condecoraciones y títulos nobiliarios, con grandeza de España incluida —el propio O'Donnel obtuvo el título de duque de Tetuán—. Lo cierto fue que la guerra de África fue un completo éxito para el gobierno y aumentó su respaldo popular pues levantó una gran ola de patriotismo, rayando en el racismo, por todo el país que también fue fomentada por la Iglesia Católica cuando alentó a los soldados «a no volver sin dejar destruido el islamismo, arrasadas las mezquitas y clavada la cruz en todos los alcázares».[28]

La invasión se inició en noviembre de 1859 por parte de un ejército mal equipado, preparado y dirigido, y con un abastecimiento de alimentos muy deficiente, lo que explica que de los cerca de 8.000 muertos españoles, dos tercios no murieran en el campo de batalla sino que fueran víctimas del cólera y de otras enfermedades. A pesar de ello se sucedieron las victorias en las batallas de Los Castillejos, Tetuán y Wad Ras que fueron magnificadas por la prensa en España. La paz se firmó el 26 de abril de 1860, y alguna prensa la calificó de paz «pequeña para una guerra grande» aduciendo que O'Donnell debía haber conquistado Marruecos, aunque desconocían el pésimo estado en que se encontraba el ejército español tras la batalla de Wad Ras y que el gobierno español se había comprometido con Gran Bretaña a no ocupar Tánger ni ningún territorio que pusiera en peligro su dominio del estrecho de Gibraltar. O'Donnell se excusó diciendo que España estaba llamada «a dominar una gran parte del África», pero la empresa requeriría «lo menos de veinte a veinticinco años». Tetuán permaneció ocupada hasta 1862 cuando se completó el pago de doscientos millones de reales como indemnización, luego rebajados a la mitad. Las otras dos concesiones de Marruecos fueron un tratado comercial que acabó beneficiando más a Francia y a Gran Bretaña y la concesión del territorio de Ifni, al sur de Marruecos, que no sería ocupado hasta setenta años después, tras la pacificación francesa de Marruecos.
- La tercera aventura colonial tuvo como objetivo a México, cuyo gobierno presidido por Benito Juárez había anunciado la suspensión de los pagos de la deuda externa, lo que afectaba sobre todo a Francia, Gran Bretaña y a España. Entonces los gobiernos de estos tres países firmaron el Tratado de Londres del 31 de octubre de 1861 por el que organizaron una expedición militar franco-británico-española a México que desembarcó en Veracruz a finales de 1861. "España envió a la zona 6.000 hombres comandados por el omnipresente general Prim, que partieron en diciembre del puerto de La Habana y ocuparon la ciudad costera de Veracruz y la fortaleza de San Juan de Ulúa. Tanto los españoles como los británicos respetaron el compromiso de mantener su presencia en el litoral mexicano y evitar inmiscuirse en sus asuntos internos".[30] Por eso cuando Napoleón III anunció que el propósito de Francia era derribar la república mexicana y establecer en su lugar el Segundo Imperio Mexicano en la persona del archiduque Maximiliano de Austria, las tropas británicas y españolas se retiraron. En el caso español la decisión la tomó el general Juan Prim sin consultar ni con el gobierno de O'Donnell en Madrid ni con el capitán general de Cuba, el general Serrano, lo cual fue muy criticado por ambos, pero no lo hicieron público a causa del apoyo que recibió Prim de la reina, que pensaba que el trono de México debía corresponder a un miembro de su familia.[31]

- La cuarta empresa colonial no apareció en el programa inicial del gobierno porque fue el resultado de la inesperada petición presentada en 1861 por el gobierno de Santo Domingo de reincorporarse a la Corona de España, que fue aceptada por el gobierno de O'Donnell el 16 de mayo, ante los informes favorables que recibió del capitán general de Cuba, el general Francisco Serrano, en los que se decía que se reforzaría la posición de España en las Antillas. La insólita petición se debió a la crisis interna que padecía el país y al temor del gobierno dominicano que fuera anexionado por el vecino Haití, que ocupaba la mitad occidental de la isla. Inmediatamente se organizó una nueva administración española para Santo Domingo.[32] Pero la reincorporación de Santo Domingo a la corona española resultó ruinosa porque fue en aumento el número de dominicanos, alentados por Estados Unidos, que se oponían a la misma "a medida que se iba viendo que la ocupación española no traía la prosperidad esperada. Una insurrección contra los ocupantes [iniciada en 1863 y que muy pronto derivó en una guerra abierta] acabó determinando que en [mayo de] 1865 se anulase la reincorporación, ante la frustración de la reina".[33] La decisión de derogar el decreto de anexión la tomó el gobierno de Narvéz dispuesto a zanjar un problema heredado de los tiempos de la Unión Liberal.[32]

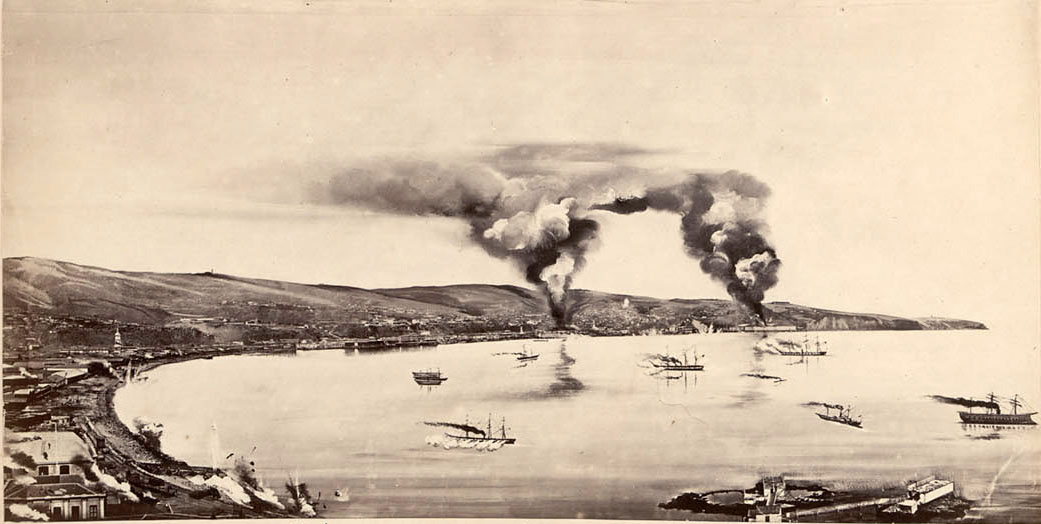
Grabado del bombardeo de Valparaíso, el 31 de marzo de 1866.

- La quinta y última aventura colonial derivó en la llamada Guerra del Pacífico, que se desarrolló después de que O'Donnell hubiera perdido el poder. El conflicto se inició cuando el gobierno español envió en el verano de 1862 a las costas de Perú, que carecía de relaciones diplomáticas con España y con el que existía un contencioso sobre deudas pendientes de los tiempos de la independencia, una escuadra con una misión entre científica y diplomática. El llamado incidente de Talambo en el que resultó muerto un colono español, fue respondido por la escuadra con una demostración de fuerza y tropas españolas desembarcaron en las peruanas islas Chincha el 14 de abril de 1864 donde izaron la bandera española —en esos momentos hacía más de un año que O'Donnell ya no estaba al frente del gobierno—. Perú consiguió la solidaridad de las repúblicas hispanoamericanas vecinas Chile, Bolivia y Ecuador, que también se sintieron amenazadas por la presencia de la flota española en el Pacífico, y entre diciembre de 1865 y marzo de 1866 los cuatro países le declararon la guerra a España. Las principales acciones bélicas fueron el bombardeo de Valparaíso en las costas de Chile el 31 de marzo de 1866 y el combate del Callao a principios de mayo. Pocos días después, el 10 de mayo, la escuadra regresaba a España sin que hubiera un vencedor claro en la guerra y dejando una crisis diplomática abierta con los países hispanoamericanos implicados que tardó en resolverse dos décadas. En 1880 el gobierno español reconoció a la República del Perú y en 1883 firmó un acuerdo de paz con Chile.[34]

El historiador Juan Francisco Fuentes valora así la política de expediciones de prestigio del "gobierno largo" de O'Donnell:

Las expediciones de aquellos años no consiguieron ni el objetivo inmediato de las conquistas territoriales que se proponían, ni el más ambicioso de incorporar a España al juego de la política internacional en plena transición hacia un modelo colonial puesto al día y, por tanto, en un momento clave de nuevo "reparto de cartas" entre las potencias europeas. La política exterior de la Unión Liberal tuvo además un efecto perverso sobre el modelo colonial vigente en Cuba, Puerto Rico y Filipinas, ya de por sí muy castigado por la crisis de la economía esclavista a raíz de la Guerra de Secesión americana. El coste desorbitado de las expediciones de aquellos años acabó resultando letal para el mantenimiento de la presencia colonial española en Ultramar

### La descomposición de la Unión Liberal y la caída de O'Donnell
A principios de 1860, en plena guerra de África, salió a la luz una oscura conjura carlista que pretendía dar un golpe de fuerza para situar en el trono de España al conde de Montemolín, el pretendiente Carlos VI, el hijo de Carlos María Isidro de Borbón, con quien se había iniciado el pleito dinástico. En el complot estaban implicados el rey consorte Francisco de Asís de Borbón y destacados personajes de la corte, de la nobleza, de la Iglesia, del Ejército y del mundo de los negocios, que buscaban la reunificación de las dos ramas de los Borbones españoles.
La operación dirigida por el general Jaime Ortega, capitán de Baleares, consistió en el desembarco el 2 de abril de 1860 en San Carlos de la Rápita de un contingente militar compuesto por 3.600 hombres, 50 caballos y 4 piezas de artillería procente de Palma de Mallorca donde se había formado. Pero el desembarco carlista de San Carlos de la Rápita resultó un completo fracaso, como ya había vaticinado Ramón Cabrera desde Londres, porque los soldados en cuanto se dieron cuenta de a qué había ido a allí se negaron a combatir contra el ejército de la reina y porque las esperadas sublevaciones carlistas en toda la península no se produjeron. Los militares que dirigían la operación intentaron ocultarse pero fueron detenidos por la guardia civil. El general Ortega fue detenido en Calanda (provincia de Teruel) y llevado a Tortosa donde fue fusilado. En cambio los dos príncipes carlistas que participaron en la operación fueron liberados en Tortosa después de renunciar a sus pretendidos derechos a la Corona, aunque se retractaron nada más estar a salvo en Francia. Según Josep Fontana, las listas de los conjurados que obraban en poder del general Ortega, "que descubrían la magnitud de la conjura, desaparecieron, puesto que interesaba echar tierra sobre el asunto". El fracaso de la intentona de Sant Carlos de la Rápita provocó una grave crisis interna en el carlismo.
En junio de 1861 comenzó la sublevación campesina de Loja que se extendió por el resto de la provincia de Granada y por la provincia de Málaga y la provincia de Córdoba. El levantamiento lo encabezó un veterinario de Loja de ideas republicanas que logró movilizar a unos diez mil campesinos que protagonizaron una oleada de disturbios que incluyó la ocupación y el reparto de tierras y enfrentamientos con la Guardia Civil y con el Ejército. De esta forma saltó al primer plano de la política la difícil situación que padecían cinco millones de jornaleros andaluces y de otras regiones donde predominaba la gran propiedad latifundista. "El levantamiento campesino que tuvo por escenario las provincias de Málaga, Granada y Córdoba en junio-julio de 1861 puede considerarse el punto de partida de un largo ciclo histórico de conflictos sociales en el campo andaluz", afirma Juan Francisco Fuentes.
En diciembre de 1861 el líder del Partido Progresista denunció en las Cortes la influencia de la camarilla clerical que ejercía una gran influencia sobre la reina —encabezada por sor Patrocinio y a la que en 1857 se había incorporado el padre Claret, nuevo confesor real, y de la que también formaba parte el nuevo "favorito" de la reina Miguel Tenorio— a la que culpaba de ejercer una enorme influencia sobre el gobierno de O'Donnell, impidiendo por ejemplo que España reconociera al reino de Italia por estar enfrentado con el papa de Roma, y de ser responsable de que los progresistas nunca fueran llamados por la Corona a formar gobierno. Su discurso terminó con una frase que se haría célebre: «Hay obstáculos tradicionales que se oponen a la libertad de España».
A partir de 1861 la cohesión interna del partido que sustentaba al gobierno de O'Donnell se fue resquebrajando al carecer de una firme base ideológica y basarse casi exclusivamente en la comunidad de intereses. La firma de Tratado de Londres de 1861 por el que España se comprometía en la expedición a México junto a Gran Bretaña y Francia ya suscitó un vivo debate en las Cortes sobre la constitucionalidad del acuerdo en el que algunos diputados de la Unión Liberal no respaldaron al gobierno. El fraccionamiento del partido gubernamental también se evidenció cuando el 16 de diciembre de 1861 se votó una moción de confianza al gobierno en la que unos 80 diputados se la negaron, entre ellos uno de los fundadores de la Unión Liberal, el exministro Ríos Rosas, que como el resto de unionistas disidentes criticaban el estilo personalista de gobierno de O'Donnell. Poco a poco este grupo se fue ampliando con figuras de tanto peso dentro de la Unión Liberal como Antonio Cánovas del Castillo, Alonso Martínez o el general Concha. También se sumaron al sector crítico Alejandro Mon y los antiguos progresistas "resellados" encabezados por Manuel Cortina y por el general Juan Prim, quien se acabaría reintegrando a las filas del Partido Progresista.
Al mismo tiempo comenzaron a aflorar las denuncias de corrupción a lo que se unió la presión de Napoleón III para que el gobierno condenara la conducta del general Prim al ordenar la retirada unilateral del contingente español en la expedición de México, lo que acabó provocando una crisis de gobierno a mediados de enero de 1863.
A comienzos de marzo de 1863 O'Donnell pidió a la reina la disolución de las Cortes, que llevaban abiertas cuatro años, para contar con un parlamento más adicto poniendo fin a la disidencia que había surgido en la Unión Liberal —ya fuera la integrado por antiguos moderados "puritanos", como Cánovas, o por antiguos progresistas "resellados", como Cortina o el general Prim—. Pero Isabel II se negó a disolver las Cortes, entre otras razones por la oposición del gobierno de O'Donnell a que la reina madre María Cristina de Borbón volviera a España. Entonces O'Donnell presentó su dimisión que le fue aceptada. Fue el final del "gobierno largo" de la Unión Liberal.
La reina nombró al marqués de Miraflores como nuevo presidente del gobierno con lo que el Partido Moderado volvía al poder.

## Valoración
Según Josep Fontana:

O'Donnell había proporcionado al país unos años de relativa paz interior, aunque de agitada política exterior. Montado sobre la onda ascendente del ciclo económico pareció vivir una etapa de prosperidad, alimentada por una fiebre especulativa que anunciaba un próximo desastre. Se discutieron y votaron en este tiempo los presupuestos, lo que era insólito en la historia financiera española, pero el gobierno gastó alegremente los abundantes ingresos que había producido la desamortización civil y acabó con déficits en aumento y con millones más de deuda. Los recursos se gastaron en aventuras coloniales estériles como las de Cochinchina, Marruecos, México o Santo Domingo, y en construir cuarteles y conventos, no en carreteras y canales